# Elymus humidorum
Elymus humidorum är en gräsart som först beskrevs av Jisaburo Ohwi och Sakam., och fick sitt nu gällande namn av Áskell Löve. Elymus humidorum ingår i släktet elmar, och familjen gräs. Inga underarter finns listade i Catalogue of Life.